# Lou Scott
Louis Cohn „Lou“ Scott (* 4. September 1945 in Detroit) ist ein ehemaliger US-amerikanischer Langstreckenläufer.
Über 5000 m gewann er bei den Panamerikanischen Spielen 1967 in Winnipeg Silber.
Bei den Olympischen Spielen 1968 in Mexiko-Stadt schied er über 5000 m im Vorlauf aus.

## Persönliche Bestzeiten
- 5000 m: 13:46,4 min, 10. August 1968, Walnut
- 25-km-Straßenlauf: 1:20:35 h, 5. Juli 1964, Ecorse